# Kunratice (Ústí nad Labem)
Kunratice é uma comuna checa localizada na região de Ústí nad Labem, distrito de Děčín.